# قبادخوره
قبادخوره یا کورهٔ قباد یکی از ولایت های ایالت پارس قدیم بود که شامل :
ارجان (بهبهان) و (کهگیلویه و بویراحمد کنونی)، جنابا (بندر گناوه کنونی)، ریشهر (ماهشهر یا شهری در کنار بوشهر)، مهرویان (هندیجان کنونی)، سینیز (بندری در کنار بندر دیلم کنونی)
می‌شد. مرکز این کوره، شهر ارجان (بهبهان) بود.
کورهٔ قباد را رام‌قباد و رم‌قباد نیز گفته‌اند. این کوره و کوره شاپور به نام سازندگان آن معروف گردیده‌است و از حدود سمیرم تا ریشهر (نزدیک بوشهر امروزی) و بهبهان وسعت داشته‌است. مرکز آن قبادخسرو در نزدیکی بهبهان بوده‌است که اکنون خراب و متروک است.
طبری از نام کهن‌تر رامقباد که همان بومقباد (برمقباد) باشد، یاد کرده‌است. پژوهشگرانی چون «جان واکر» معتقدند که برم‌قباد نام منطقهٔ وسیعی بوده که ارجان نام بخش حاکم‌نشین آن بوده‌است. سکه‌هایی از دوره اسلامی یافت شده که بر روی آنها ‫برمقباد یا بزمقباد نوشته شده‌است.

## تقسیمات ایالت پارس
ایالت پارس از دورهٔ قبل از اسلام به پنج خوره (کوره) به معنی ناحیه تقسیم شده‌بود. این پنج کوره که در دوره بعد از اسلام نیز برقرار بودند عبارتند از:
- کورهٔ اصطخر
- کورهٔ دارابگرد
- کورهٔ اردشیر
- کورهٔ شاپور
- کورهٔ قباد.[۲]